# Château des Bories
Château des Bories is een kasteel in de Franse gemeente Antonne-et-Trigonant. Het kasteel is een beschermd historisch monument sinds 1974.